# Агрокліматичне районування
Агрокліматичне районування — науково обґрунтований поділ території за агрокліматичними умовами вирощування сільськогосподарських культур. Основними показниками для агрокліматичного районування є світло-, тепло- та вологозабезпеченість певної території. Кожний з них визначають відношенням характеристик метеорологічного режиму до показників потреби рослин у теплі, волозі тощо в межах від біологічного мінімуму до біологічного максимуму. Зокрема, вологозабезпеченість можна визначати співвідношенням між атмосферними опадами та кількістю вологи, потрібної рослинам на випаровування (транспірацію). Крім зазначених, використовують інші показники, що характеризують сумісність культур з даним кліматом та їхню продуктивність (наприклад, тривалість вегетаційного циклу та вегетаційного періоду, коефіцієнти продуктивності температури, опадів та ін.). За допомогою агрокліматичного районування виділяють території із сприятливими, задовільними чи несприятливими кліматичними умовами для вирощування тієї чи іншої культури і визначають продуктивність клімату в показниках відносної врожайності. Знання агрокліматичних особливостей дає змогу якнайдоцільніше розміщувати сільськогосподарські культури і застосовувати найдосконаліші меліоративно-агротехнічні заходи.

## Агрокліматичне районування України
Територію України поділяють на 4 основні агрокліматичні зони:
- Волога, помірно тепла зона
  - Підзона достатнього зволоження ґрунту
  - Закарпатський вологий теплий район із м'якою зимою
  - Передкарпатський вологий теплий район
- Недостатньо волога, тепла зона
- Посушлива, дуже тепла зона
  - Район Донецького кряжу — недостатньо вологий, дуже теплий
- Дуже посушлива, помірно жарка зона з м'якою зимою
  - Район Передгірського Криму — посушливий, дуже теплий із м'якою зимою

Також виділяють 2 зони вертикальної зональності: Кримських та Карпатських гір.